# Preciziei (métro de Bucarest)
Preciziei, en français Précision, anciennement dénommée Industriilor, est une station de métro roumaine terminus de la ligne M3 du métro de Bucarest. Elle est située rue Preciziei dans une zone industrielle à l'ouest de la ville de Bucarest.
Elle est mise en service en 1983 et change de nom en 2009.
La station est ouverte tous les jours de 5 h 0 à 23 h 0. À proximité un arrêt est desservie par des tramways de Bucarest.

## Situation sur le réseau
Établie en souterrain, la station Preciziei est le terminus ouest de la ligne M3 du métro de Bucarest, avant la station Păcii en direction d'Anghel Saligny.

## Histoire
La station « Industriilor » est mise en service le 19 août 1983, lors de l'ouverture à l'exploitation du tronçon d'Eroilor à Industriilor.
Industrillor est renommée Preciziei en juillet 2009.

## Service des voyageurs

### Accueil
La station dispose de deux bouches sur la rue Preciziei. Des escaliers, ou des ascenseurs pour les personnes à mobilité réduite, permettent de rejoindre la salle des guichets et des automates pour l'achat des titres de transport (un ticket est utilisable pour un voyage sur l'ensemble du réseau métropolitain).

### Desserte
À la station Preciziei la desserte quotidienne débute avec le départ de la première rame à 5 h 0 et se termine avec le départ de la dernière rame à 23 h 0 et l'arrivée de la rame partie de l'autre terminus à 23 h 0.

### Intermodalité
À proximité immédiate de la station un arrêt est desservi par les tramways de Bucarest des lignes 25.